# Гонсувка-Сомахи
Гонсувка-Сомахи (пол. Gąsówka-Somachy) — село в Польщі, у гміні Лапи Білостоцького повіту Підляського воєводства.
Населення — 49 осіб (2011).
У 1975-1998 роках село належало до Білостоцького воєводства.

## Демографія
Демографічна структура станом на 31 березня 2011 року:
|          | Загалом | Допрацездатний вік | Працездатний вік | Постпрацездатний вік |
| -------- | ------- | ------------------ | ---------------- | -------------------- |
| Чоловіки | 30      | 11                 | 14               | 5                    |
| Жінки    | 19      | 3                  | 11               | 5                    |
| Разом    | 49      | 14                 | 25               | 10                   |